# Mezquita Aljama de Delhi
La Masjid-i Jahān-Numā (en persa: مسجدِ جهان نما‎, lit. 'mezquita que refleja el mundo'), conocida sencillamente como mezquita aljama (en urdu: جامع مسجد‎, jāmā masjid), es una mezquita situada en Delhi, una de las más grandes de la India.
Fue construida por el emperador mogol Sha Jahan entre 1644 y 1656 e inaugurada por un imán de Bujará, para servir de mezquita aljama a Shahjahanabad (hoy Viejo Delhi), la capital del imperio, tarea que continuó tras el final de la dinastía en 1857. 
Tiene tres grandes puertas, cuatro torres y dos minaretes de cuarenta metros de altura construidos a franjas de arenisca roja y mármol blanco. El patio puede alojar a más de veinticinco mil personas. Hay tres cúpulas en la azotea, que están rodeadas por los dos minaretes.

## Historia

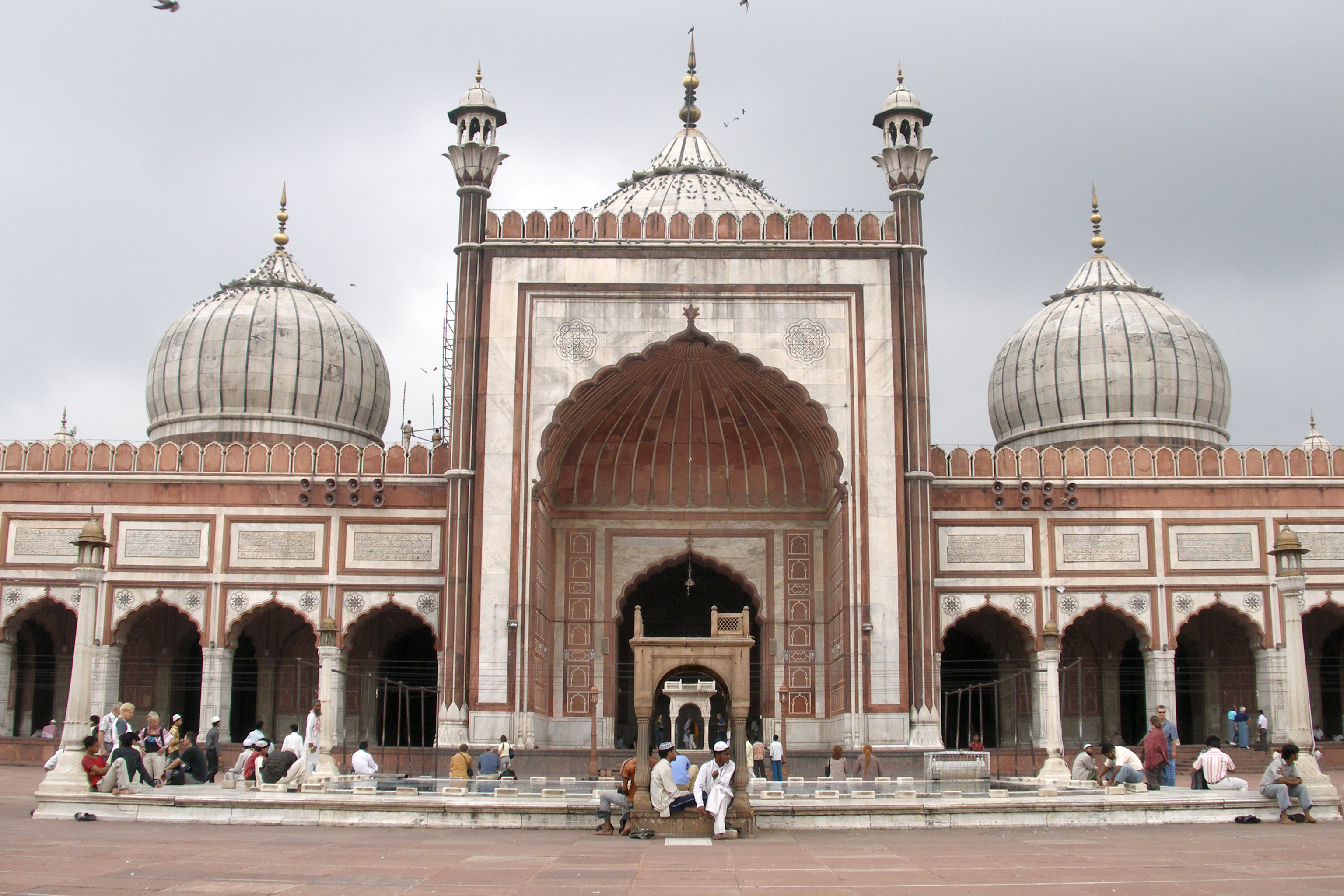
La fachada principal.

El emperador mogol Sha Jahan construyó la Mezquita Aljama entre 1644 y 1656, en sus obras participaron más de cinco mil trabajadores. Su nombre original Masjid-i-Jahan Numa significa aproximadamente «mezquita que refleja el mundo entero», probablemente una alusión a la Jām-e-Jehān Numā, la lengendaria Copa de Jamshid (جام جمشید) o "copa de copas" (جام جم). La construcción fue supervisada por Saadullah Khan, visir (primer ministro) durante el reinado de Sha Jahan. El coste de su construcción fue de un millón de rupias de la época. Sha Jahan también construyó el Taj Mahal en Agra y el Fuerte Rojo en Nueva Delhi, que se encuentra enfrente. Fue completada en el año 1656 (1066 AH). La mezquita fue inaugurada por un mulá de Bujará, Uzbekistán, invitado por Sha Jahan, el 23 de julio de 1656. En el patio pueden rezar unas veinticinco mil personas a la vez; es considerada con frecuencia la mezquita más grande de la India. La mezquita se llama habitualmente Jama, que también significa viernes. Esta emblemática mezquita es uno de los últimos monumentos construidos bajo el mando del emperador mogol Sha Jahan. Desde su construcción en 1656, siguió siendo la mezquita de los emperadores hasta el final de la época mogola.
Tras la victoria británica en la Rebelión de 1857, los vencedores confiscaron la mezquita y desplegaron sus soldados aquí. También tenían intención de destruirla para castigar a la ciudad, pero debido a la oposición que encontraron, esta demolición no se llevó a cabo.
En 1948, se pidió al nizam de Hyderabad, Asaf Jah VII, una donación de 75 000 rupias para reparar la cuarta parte del suelo de la mezquita. El nizam respondió donando 3 lakh, afirmando que los restantes tres cuartos de la mezquita no deberían estar en mal estado.
En 2006, se comunicó que la mezquita necesitaba urgentemente reparaciones y el entonces rey de Arabia Saudita, Abdalá, ofreció pagarlo. El imán dijo que había recibido la oferta directamente de las autoridades saudíes, pero pidió que contactaran con el Gobierno de la India.

### Explosiones de 2006
El 14 de abril de 2006 hubo dos explosiones que se produjeron poco después de la oración del viernes y ocurrieron en rápida sucesión. Sin embargo, no estaba claro cómo se produjeron estas explosiones, que dejaron nueve heridos, uno de ellos en estado grave, mientras que los ocho restantes sufrieron heridas leves. El entonces imán comentó «hay ira entre nuestro pueblo pero les estoy pidiendo que mantengan la calma».

### Atentado de 2010
El 15 de septiembre de 2010, dos turistas taiwaneses resultaron heridos después de que hombres armados en una motocicleta abrieran fuego contra un autobús aparcado cerca de la puerta número tres de la mezquita. Tras el atentado, la policía arrestó a treinta personas para interrogarlas y la zona se transformó en una fortaleza debido a la fuerte presencia policial.
En noviembre de 2011, la Policía de Delhi arrestó a seis miembros de la organización terrorista Indian Mujahideen que se creía que estaban detrás del atentado de la Aljama y del atentado de Pune. En septiembre de 2013 se informó de que Yasin Bhatkal, uno de los líderes del grupo, junto con Assadullah Akhtar, había sido arrestado el mes anterior y admitieron que realizaron el atentado con la colaboración de los Waqas pakistaníes. Yasin dijo que el jefe de Indian Mujahideen, Riyaz Bhatkal de Karachi, le ordenó hacerlo debido a que el imán permitía extranjeros «semi-desnudos» en el interior de la mezquita.

## Arquitectura

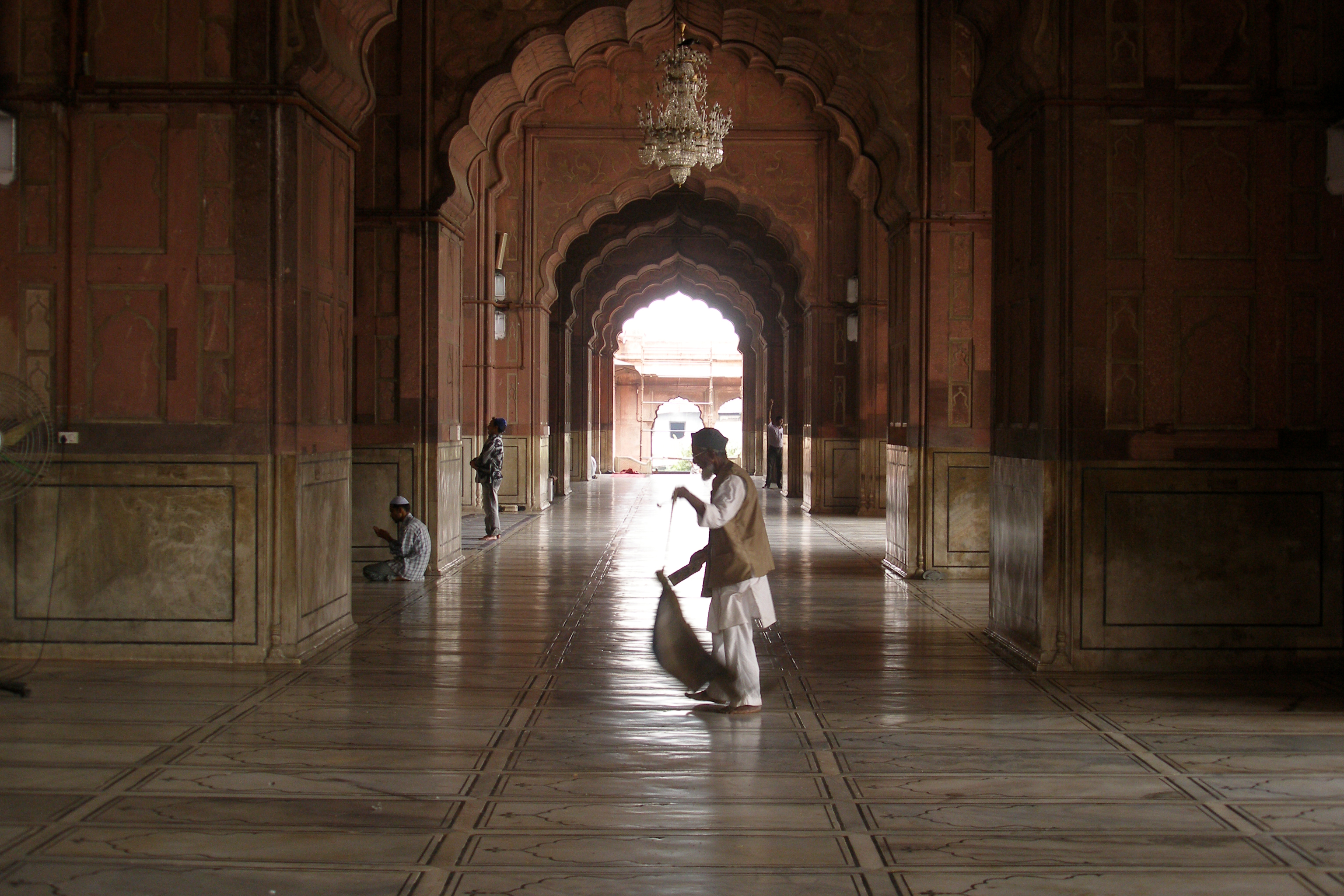
La sala de oración.

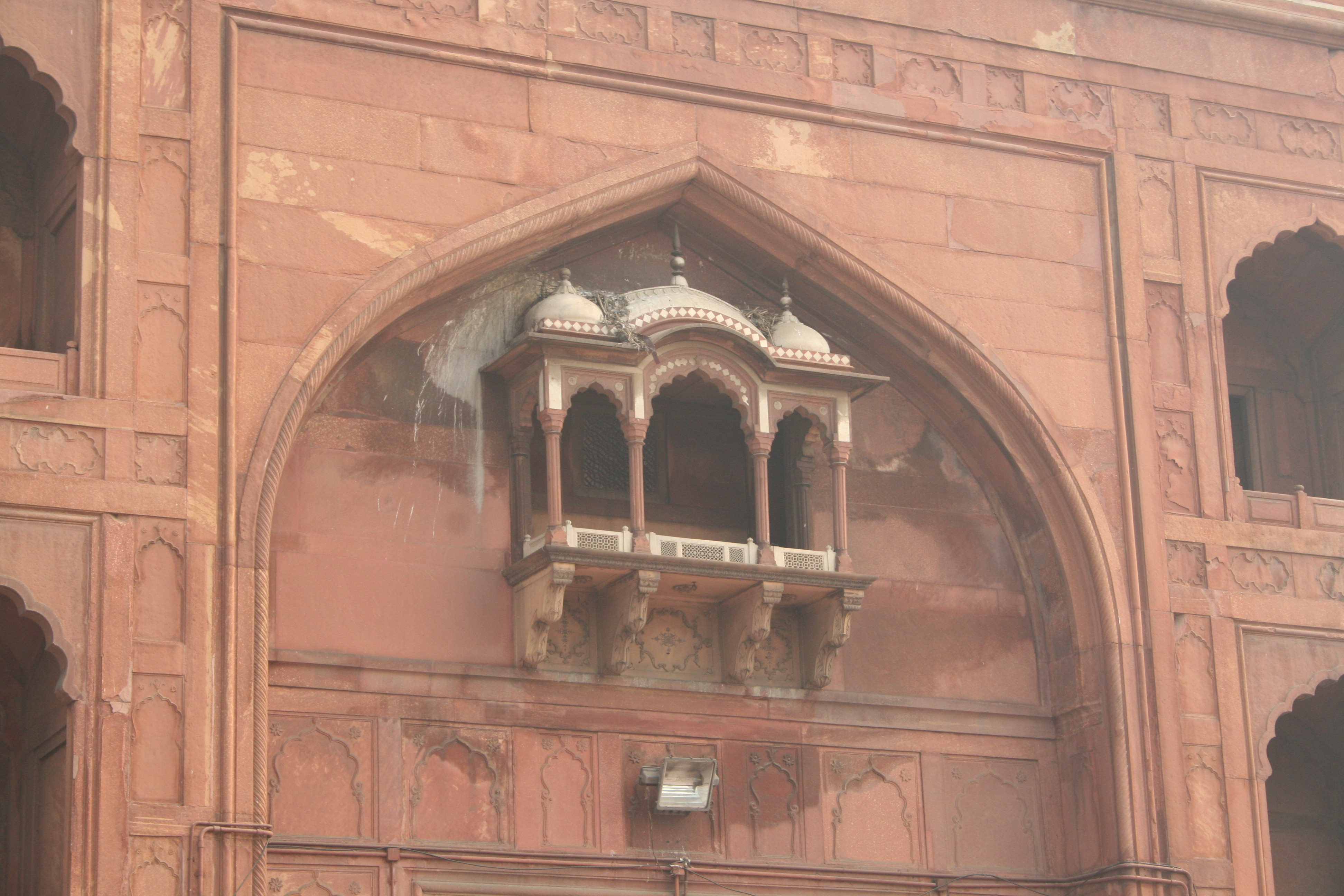
Detalle de un balcón.

La mezquita tiene tres grandes puertas, cuatro torres y dos minaretes de cuarenta metros de altura. La puerta norte tiene treinta y nueve escalones y la puerta sur tiene treinta y tres. La puerta este era la entrada rural y tiene treinta y cinco escalones. De todas estas puertas, la este, que era usada por los emperadores, permanece cerrada durante los días laborables. La mezquita está construida sobre un porche de arenisca roja, que está a unos nueve metros sobre el nivel del suelo y tiene 1200 m² de superficie. La cúpula está flanqueada por dos minaretes de cuarenta metros de altura, revestidos a franjas longitudinales de arenisca roja y mármol blanco liso. Los minaretes tienen cinco plantas, cada una de ellas con un balcón. Las fachadas adyacentes están decoradas con caligrafía. Las primeras tres plantas de los minaretes son de arenisca roja, la cuarta de mármol y la quinta de arenisca.
El patio puede alojar a veinticinco mil fieles y ocupa 15 000 m². La mezquita tiene aproximadamente 80 m de longitud y 27 m de anchura. La sala de oración mide 61 metros de longitud y 27,5 metros de anchura, y tiene altos arcos lobulados y cúpulas de mármol. El armario situado en la puerta norte tiene una colección de reliquias de Mahoma: el Corán escrito en cuero, un pelo de barba roja del profeta, sus sandalias y sus huellas incrustadas en un bloque de mármol.
La planta de la mezquita es similar a la de la Mezquita Aljama de Agra, que se halla cerca del Fuerte de Agra. Está cubierta con mármol ornamentado blanco y negro, que hacen que parezca una alfombra de oración musulmana. Además, están marcados un total de 899 delgados bordes negros, que miden un metro de longitud y medio metro de anchura, para los fieles musulmanes. La arquitectura y el diseño de la Badshahi Masjid, que fue construida por el hijo de Sha Jahan, Aurangzeb, en Lahore, es muy similar al de la Aljama de Delhi. Antes de la Rebelión de 1857, había una madrasa cerca del lado sur de la mezquita, pero fue destruida durante la revuelta.

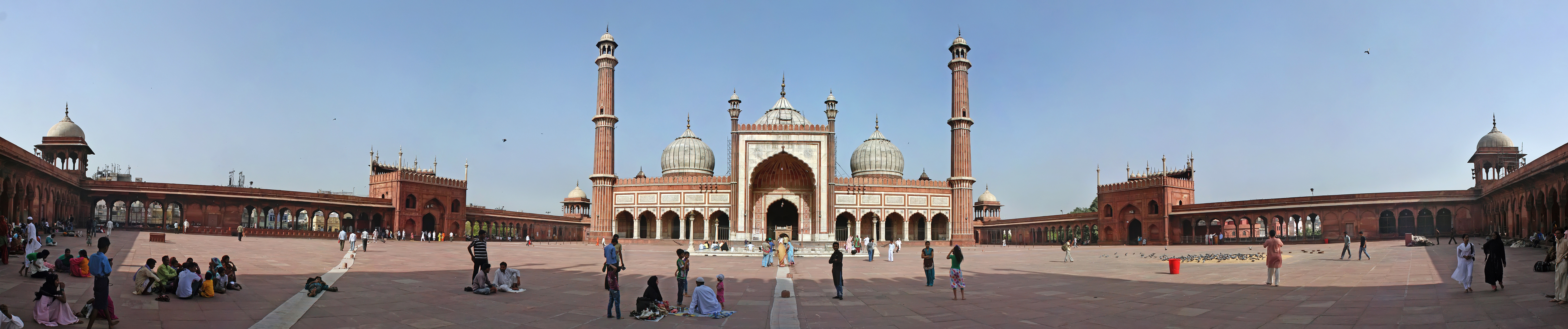
Panorama de la plaza.

Panorama de la mezquita durante Eid al-Fitr.